# Codilia retrorsa
Codilia retrorsa är en insektsart som beskrevs av Nielson 1982. Codilia retrorsa ingår i släktet Codilia och familjen dvärgstritar. Inga underarter finns listade i Catalogue of Life.